# Ryszard Skowronek
Ryszard Skowronek (ur. 1 maja 1949 w Jeleniej Górze) – polski lekkoatleta, dziesięcioboista.

## Osiągnięcia
Zawodnik klubów: Amator Jelenia Góra, Śląsk Wrocław, AZS Wrocław, AZS Śląsk Katowice i AZS-AWF Katowice. Olimpijczyk z Monachium (1972) i Montrealu (1976) – 5. miejsce z wynikiem 8113 pkt.
Podczas mistrzostw Europy w Rzymie (1974) zdobył tytuł mistrzowski z wynikiem 8207 pkt. W finale Pucharu Europy w Bonn (1973) indywidualnie był 3., a drużynowo wywalczył 1. miejsce (w składzie zwycięskiej drużyny byli jeszcze: Ryszard Katus, Tadeusz Janczenko i Edward Kozakiewicz). Na uniwersjadzie w Moskwie zdobył złoty medal (1973 – 7965 pkt).
4-krotny rekordzista kraju w 10-boju i 3-krotny mistrz Polski w tej specjalności (1973, 1976, 1977). Dwukrotny laureat Plebiscytu "PS": w 1973 był 8., a w 1974 - 3. W rankingu Track and Field News notowany 5-krotnie: 1972 - 6., 1973 - 3., 1974 - 2., 1975 - 5., 1976 - 5.

## Rekordy życiowe
- bieg na 400 m – 47,90 s. (1974)
- bieg na 110 m przez płotki – 14,61 s. (1975)
- skok w dal – 7,75 m (1974)
- skok wzwyż – 2,00 m (1972)
- skok o tyczce – 5,10 m (1974)
- dziesięciobój – 8229 pkt (7 września 1974, Rzym[1]) – 3. wynik w historii polskiej lekkoatletyki